# 朱大纯
朱大纯（1905年—1991年8月19日），字中孚，山西定襄县人。傅作义部国民革命军第三十五军中将军长。参加北平和平解放，后任中国人民解放军副军长、南京军事学院研究员。中国人民解放军开国大校。北京军区正军职离休干部。第二、第三、第四、第五、第六届全国政协委员。

## 生平
1948年12月22日，在傅作义王牌嫡系起家部队第三十五军中任職。該軍及其2个师在平津战役新保安战斗中被华北野战军第二兵团消灭，本人被俘。1949年3月获释，被派往绥远，說服驻绥国民党部队投靠中共。
1958年2月8日被授予大校军衔，获颁二级解放勋章。1969年10月离休。1988年加入中国共产党。

## 荣誉
- 四等云麾勋章（1946年12月26日批准[2]）